# スラナーリー工業団地
スラナーリー工業団地 (タイ語:นิคมอุตสาหกรรมสุรนารี、英語：Suranaree Industrial Zone）は、タイの私企業スラナーリー工業団地社が管理する工業団地。タイ東北部ナコーンラーチャシーマー県に位置する。1987年11月17日に開設。スラナリ工業団地とも記述される。スラナーリー工業団地はナコーンラーチャシーマー県で初の工業団地。

## 事務所所在地

### バンコク本社
バンコク パヤータイ区 サームセンナイ地区ランシット=ウィパーワディー通り319/8-9 
（319/8-9 วิภาวดี รังสิต แขวงสามเสนใน เขตพญาไท กทม 10400） 

### ナコーンラーチャシーマー事務所
ナコーンラーチャシーマー県ムアンナコーンラーチャシーマー郡チョークチャイ=ナコーンラーチャシーマー通り149
（149 โชคชัย-นครราชสีมา เมืองนครราชสีมา นครราชสีมา 30000） 
149 Ratchasima-Chokchai Road., Muang District, Nakhon Ratchasima 30000
- 各地からの距離
  - ナコーンラーチャシーマー市街地より7km
  - バンコクより256km（車で2時間30分）
  - チョンブリー県レムチャバン港より310km
  - ラヨーン県マープタープット工業港より369km

## 用地
- 用地面積 - 総面積  480ha

## 施設
- 水道水：給水能力200,000㎥/日。
- 電力：タイ地方電力公社(PEA)より団地内の変電所へ送電線3本により直接送電｡
- 電話：2,000本以上回線、衛星通信センター。
- 廃水処理 ：全地域をカバー、日あたり7万立方メートルの処理能力。
- 道路：幹線道路は幅員31m。
- 警備・消防:24時間の警備体制､道路脇には160メートル間隔で消防設備設置
- そのほか施設：銀行､郵便局､ショッピングセンター､スーパーマーケット､病院＆クリニック､スポーツクラブ､公園､娯楽センター､投資委員会(BOI)支援による東北地方経済投資センター。

## 関連事項
- 工業省 (タイ)
- ナワナコーン・ナコーンラーチャシーマー工業団地
- タイ工業団地公社